# NGC 3439
NGC 3439 је елиптична галаксија у сазвежђу Лав која се налази на NGC листи објеката дубоког неба.
Деклинација објекта је + 8° 33' 28" а ректасцензија 10h 52m 25,7s. Привидна величина (магнитуда) објекта NGC 3439 износи 13,9 а фотографска магнитуда 14,9. NGC 3439 је још познат и под ознакама CGCG 66-50, PGC 32634.